# EXO's SHOWTIME
《EXO's SHOWTIME》是韓國SM Entertainment旗下組合EXO的首個綜藝節目，在節目中有著許多關於EXO日常生活的小趣事。節目於2013年11月28日至2014年2月13日，逢星期四在MBC every1頻道播出。

## 播放清單
| 集數 | 播放日期       | 主題                            | "主要內容 |
| 1    | 2013年11月28日 | 請回答吧! EXO                   | • 分辨EXO成員的方法 • 挑戰一人一炸雞 |
| 2    | 2013年12月5日  | 結束行程後，做什麼事情來度過呢? | • 在弘大夜市吃烤大腸 ( Kris , Baekhyun , Chanyeol , Tao , Sehun ) • 看電影 ( D.O. ) • 溜狗 ( Suho , Kai ) • 在漢江踏單車 ( Xiumin , Luhan , Lay , Chen ) |
| 3    | 2013年12月12日 | 彼此怎樣祝賀生日呢?             | • 在林蔭大道買生日禮物 • Chanyeol生日慶生 |
| 4    | 2013年12月19日 | 聖誕Party                       | • 交換聖誕禮物 • 掰手腕 • 看電影《七號房的禮物》 |
| 5    | 2013年12月26日 | 組合初旅行                      | • 江原道東海海灘 • 休息站 • 挖沙子遊戲 • 入水 |
| 6    | 2014年1月2日   | 組合初旅行 第2彈                | • 宿舍休息 • 菜市場買餸 • 做飯、烤肉 • Talk Show • 平語時間 • 看日出                                                                                     |
| 7    | 2014年1月9日   | EXO互相應援的方法?              | • 中國成員南山行 • 中國城吃火鍋 |
| 8    | 2014年1月16日  | 2014新年計劃                    | • 成員各自制定新年計劃 • 精神教育（Kai , Sehun）、武術學習（Kris , Suho , Chanyeol , Tao）、咖啡學習（Chen , Xiumin）                                    |
| 9    | 2014年1月23日  | EXO在練習室裡發生什麼事?        | • 舞蹈練習 • 高音和低音對決、Rap對決 • 吉他交流 • 海外公演練習 • 無聲007遊戲                                                                             |
| 10   | 2014年1月30日  | 對決 EXO vs EXO                 | • 6：6保齡球對決 • 鬼屋 |
| 11   | 2014年2月6日   | EXO＆心電感應                   | • 成員KTV回答問題，答案一致才能離開房間 |
| 12   | 2014年2月13日  | 最後的故事                      | • 回想最想回到的瞬間XOXO |